# Chalet-hôpital de la Côte d'Echery
Le chalet-hôpital de la Côte d'Echery est un monument historique situé à Sainte-Marie-aux-Mines, dans le département français du Haut-Rhin.

## Localisation
Ce bâtiment est situé au 5a La-Côte-d'Echery à Sainte-Marie-aux-Mines.

## Historique
Ce chalet, construit dans le premier quart du XXe siècle sur la côte d’Echery, est réquisitionné par l’armée allemande pendant la Première Guerre mondiale pour y implanter un poste sanitaire. L’installation déjà développée dans sa première phase avec la présence d’une pharmacie, d’un cabinet de dentiste, d’une laverie et piscine avec plage, est encore augmentée en 1916 par l’ajout de douches et d’une chaudière au charbon. L'édifice fait l'objet d'une inscription au titre des monuments historiques depuis le 17 novembre 2010.

## Architecture
Le site comprend plusieurs espaces. Le chalet lui-même, construit dans le premier quart du XXe siècle, est de style alpin. Construit en bois, il comprend un rez-de-chaussée, où se trouvent les communs, et deux étages comptant six chambres, certaines avec balcon. Des inscriptions faites par les soldats allemands de passage subsistent sur les murs. La plupart des installations sanitaires construites pendant la Première Guerre mondiale ont été réalisées en contrebas du chalet, sur une terrasse retenue par un mur de soutènement. La plupart des aménagements ont disparu en élévation, mais il subsiste le bassin de la piscine et la plage, ainsi que l’emplacement de la chaudière.